# اليابان في بطولة العالم للألعاب المائية 2023
شاركت اليابان في بطولة العالم للألعاب المائية 2023 في فوكوكا باليابان في الفترة من 14 إلى 30 يوليو.

## الحاصلون على الميداليات
| الميدالية | الاسم | الرياضة        | الحدث                             | التاريخ  |
| --------- | --- | -------------- | --------------------------------- | -------- |
| ذهبية     | يوكيكو إنوي                                                                                              | السباحة الفنية | روتين تقني فردي سيدات             | يوليو 15 |
| ذهبية     | توموكا ساتو يوتارو ساتو                                                                                  | السباحة الفنية | روتين تقني ثنائي مختلط            | يوليو 16 |
| ذهبية     | موي هيغا ماشيرو ياسوناغا                                                                                 | السباحة الفنية | روتين تقني ثنائي سيدات            | يوليو 16 |
| ذهبية     | يوكيكو إينوي                                                                                             | السباحة الفنية | روتين حر فردي سيدات               | يوليو 19 |
| فضية      | موي هيغا مويكا كيجيما أوتا كوباياشي أيانو شيمادا آمي وادا أكاني ياناغيساوا ماشيرو ياسوناغا ميغومو يوشيدا | السباحة الفنية | روتين حر فريق                     | يوليو 21 |
| برونزية   | هيروكي إيتو مينامي إيتاهاشي                                                                              | الغطس          | منصة متزامنة مختلطة بطول 10 أمتار | يوليو 15 |
| برونزية   | موكا فوجي هيكاري سوزوكي يوتارو ساتو أكاني ياناغيساوا إيكوا هيروتا ميغومو يوشيدا توموكا ساتو مويكا كيجيما | السباحة الفنية | روتين بهلواني فريق                | يوليو 17 |
| برونزية   | موي هيغا ماشيرو ياسوناغا                                                                                 | السباحة الفنية | روتين حر ثنائي سيدات              | يوليو 20 |
| برونزية   | دايا سيتو                                                                                                | السباحة        | 400 متر فردي متنوع رجال           | يوليو 23 |
| برونزية   | تومورو هوندا                                                                                             | السباحة        | 200 متر فراشة رجال                | يوليو 26 |

| الميداليات حسب الرياضة | الميداليات حسب الرياضة | الميداليات حسب الرياضة | الميداليات حسب الرياضة | الميداليات حسب الرياضة |
| ---------------------- | ---------------------- | ---------------------- | ---------------------- | ---------------------- |
| الرياضة                | الأول                  | الثاني                 | الثالث                 | المجموع                |
| السباحة الفنية         | 4                      | 1                      | 2                      | 7                      |
| الغطس                  | 0                      | 0                      | 1                      | 1                      |
| السباحة                | 0                      | 0                      | 2                      | 2                      |